# Вчорайшанська волость
Вчорайшанська волость — історична адміністративно-територіальна одиниця Сквирського повіту Київської губернії з центром у містечку Вчорайше.
Станом на 1886 рік складалася з 2 поселень, 2 сільських громад. Населення — 3849 осіб (1906 чоловічої статі та 1943 — жіночої), 382 дворових господарства.
Наприкінці 1880-х років волость було ліквідовано, поселення приєднано до Бровківської волості.
|                     | Площа, десятин | У тому числі орної, дес. |
| ------------------- | -------------- | ------------------------ |
| Сільських громад    | 2974           | 2796                     |
| Приватної власності | 3346           | 2183                     |
| Іншої власності     | 198            | 145                      |
| Загалом             | 6518           | 5124                     |

Поселення волості:
- Вчорайше — колишнє власницьке містечко при річці Постіл за 40 верст від повітового міста, 1264 особи, 213 дворів, православна церква, костел, єврейський молитовний будинок, 2 постоялих двори, 10 постоялих будинків, 15 лавок, водяний млин, винокурний завод, ярмарки через 2 тижні.
- Шпичинці — колишнє власницьке село при річці Постіл, 1156 осіб, 169 дворів, православна церква, католицька каплиця,  школа, водяний і вітряний млини.